# Mundial fotofestival Rovinj
Mundial fotofestival Rovinj (MUFF), hrvatska godišnja međunarodna manifestacija vizualnih umjetnosti u Rovinju sa središnjom, tematski osmišljenom i žiriranom izložbom Međunarodni salon fotografije.
Održava se od 1990. u Rovinju, u kojem se od sred. 19. st. njeguje umjetnička fotografija (L. D. Caenazzo). Organizator mu je i nositelj kulturnog programa Centar vizualnih umjetnosti Batana (CVU), osnovan 1990. kao sljednik društvene organizacije Foto film klub Rovinj. Sudjeluje u kulturnoj razmjeni s inozemstvom. Kao smotra recentnoga svjetskog fotoamaterizma pod pokroviteljstvom je međunarodnih fotografskih organizacija FIAP (Fédération Internationale de l’Art Photographique) i PSA (Photographic Society of America). Na njemu svake godine prosječno sudjeluje više od 1200 autora iz više od 70 zemalja. Rad mu je zacrtan kroz 24 programske smjernice tijekom kalendarske godine. Program se odvija u prostoru Photo Art Gallery Batana (PAG, osnovan 1985), a važniji su mu dijelovi Međunarodni salon fotografije, Međunarodni circuit dijapozitiva Ars Histriae, Euro art program (kolektivne i samostalne izložbe hrv. i inozemnih autora), Međunarodne projekcije Audio multivizije, Međunarodni portfolio fotografije Istarski krug, Međunarodni praktikum fotografije Alpe–Jadran. U centru postoji fotobiblioteka (specijalizirani fond knjiga o fotografiji i dr.) te bogati fond međunarodne fotografije. Utemeljitelj je PAG-a i CVU-a, autor kulturnog programa i od osnutka umjetnički ravnatelj MUFF-a Virgilio Giuricin.